# Komenda (dowództwo)
Komenda – jednostka organizacyjna  służby mundurowej lub formacji paramundurowej stanowiąca dla danego obszaru  dowództwo terytorialne, którym kieruje komendant. 
Termin stosowany jest obecnie głównie w organach ochrony bezpieczeństwa i porządku publicznego, rzadziej w Siłach Zbrojnych.

## Policja
Komenda to dowództwo terytorialne Policji (Milicji Obywatelskiej) dla obszaru kraju (Komenda Główna Policji), województwa lub jego części (komenda wojewódzka Policji, Komenda Stołeczna Policji) lub dla obszaru powiatu (komenda powiatowa Policji) albo miasta na prawach powiatu (komenda miejska Policji; może także obejmować przyległy powiat ziemski) lub części m. st. Warszawy (komenda rejonowa Policji). Komendom miejskim, powiatowym lub rejonowym podlegają komisariaty i posterunki Policji.
Określenie bywa używane potocznie do nazywania każdej jednostki organizacyjnej Policji (MO) w wyrażeniach takich jak iść na komendę, zgłosić się w komendzie.

## Siły Zbrojne
W Siłach Zbrojnych termin stosowany bywa w szczególności w odniesieniu do dowództw baz logistycznych i lotniczych, portów wojennych, lotnisk, wojskowych oddziałów gospodarczych, centrów szkolenia, ośrodków, szpitali i uczelni, a także jednostek Żandarmerii Wojskowej. 
W przeszłości istniały w Polsce komendy garnizonów i  wojskowe komendy uzupełnień, a wcześniej  miano to nosiły dowództwa w strukturze organizacyjnej Cesarskiej i Królewskiej Armii np. C. i K. Komenda Legionów Polskich. 
Współczesny odpowiednik komendy garnizonu to dowództwo garnizonu, a wojskowej komendy uzupełnień - wojskowe centrum rekrutacji.